# Kazumasa Hirai (sztangista)
Kazumasa Hirai (jap. 平井 一正 Hirai Kazumasa; ur. 21 listopada 1949 w prefekturze Okayama) – japoński sztangista. Brązowy medalista olimpijski z Montrealu.
Zawody w 1976 były jego jedynymi igrzyskami olimpijskimi. Zajął trzecie miejsce w wadze do 60 kilogramów. Hirai wywalczył jednocześnie medal mistrzostw świata. Zdobył złoto igrzysk azjatyckich w 1974 oraz w 1978. Pobił jeden oficjalny rekord świata.